# Viadana (geslacht)
Viadana is een geslacht van rechtvleugeligen uit de familie sabelsprinkhanen (Tettigoniidae). De wetenschappelijke naam van dit geslacht is voor het eerst geldig gepubliceerd in 1869 door Walker.

## Soorten
Het geslacht Viadana omvat de volgende soorten:
- Viadana altera Brunner von Wattenwyl, 1891
- Viadana azteca Saussure & Pictet, 1898
- Viadana boraceae Piza, 1969
- Viadana boyacae Hebard, 1927
- Viadana brasiliensis Brunner von Wattenwyl, 1878
- Viadana curvicercata Brunner von Wattenwyl, 1891
- Viadana delicatula Piza, 1976
- Viadana difformis Brunner von Wattenwyl, 1878
- Viadana festae Giglio-Tos, 1898
- Viadana foreli Saussure & Pictet, 1898
- Viadana fruhstorferi Brunner von Wattenwyl, 1891
- Viadana granulosa Brunner von Wattenwyl, 1891
- Viadana inversa Brunner von Wattenwyl, 1878
- Viadana lobata Brunner von Wattenwyl, 1878
- Viadana longicercata Brunner von Wattenwyl, 1891
- Viadana multiramosa Brunner von Wattenwyl, 1878
- Viadana myrtifolia Linnaeus, 1758
- Viadana peruviana Brunner von Wattenwyl, 1878
- Viadana piracicabae Piza, 1969
- Viadana quadriramosa Piza, 1969
- Viadana rhombifolia Brunner von Wattenwyl, 1891
- Viadana septentrionalis Piza, 1980
- Viadana stephanyae Cadena-Castañeda, 2012
- Viadana styliformis Brunner von Wattenwyl, 1891
- Viadana zetterstedti Stål, 1861